# مسائل خاکستری
مسائل خاکستری (انگلیسی: Gray Matters) یک فیلم در سبک کمدی رمانتیک به کارگردانی سو کریمر است که در سال ۲۰۰۶ منتشر شد.

## بازیگران
- هدر گراهام
- بریجیت مویناهان
- تام کاوانا
- مالی شنون
- راشل شلی
- وارن کریستی
- الن کامینگ
- سیسی اسپیسک
- سامانتا فریس